# Donald Fallon
Donald Alexandre Joseph Fallon, né à Londres (Royaume-Uni), le 30 mars 1916 et décédé à Bruxelles le 5 juillet 1998 est un homme politique belge (P.S.C.- Social Chrétien).  Sénateur et bourgmestre de la Commune de Woluwe-Saint-Lambert.

## Ascendance
Donald Fallon est un descendant d'Isidore Fallon (1780-1861) qui siègea quelques mois en 1831 au Congrès national puis qui fut Président de la Chambre des Représentants entre 1839 et 1842. 

## Études
Fallon étudie la philosophie et les lettres et décroche le titre de candidat en 1936, avant de devenir docteur en droit. 

## Carrière politique
Après la Seconde Guerre mondiale, il s'inscrit au Parti Social-Chrétien (P.S.C.).  Après les élections communales de Novembre 1946, c'est au sein de ce parti, qu'il est d'abord élu conseiller communal à Woluwe-Saint-Lambert, avant d'être élu et nommé bourgmestre en 1947, poste qu'il occupera jusqu'en 1977.  Durant son maïorat, la population de la commune doubla.  On construisit des logements sociaux et un stade qui porte son nom.  Il milita aussi pour l'implantation de l'Université catholique de Louvain sur le territoire de la commune à la suite de la scission linguistique de l'université.  Le choix se porta sur la commune d'Ottignies, à l'exception de la faculté de médecine qui s'implanta à Woluwé. 
Après les élections législatives du 10 mars 1974, il siège au Sénat.  D'abord comme sénateur provincial de la province de Brabant entre 1974 à 1977 puis après les élections législatives du 17 avril 1977 comme sénateur coopté. 